# Gołąbek ostroblaszkowy

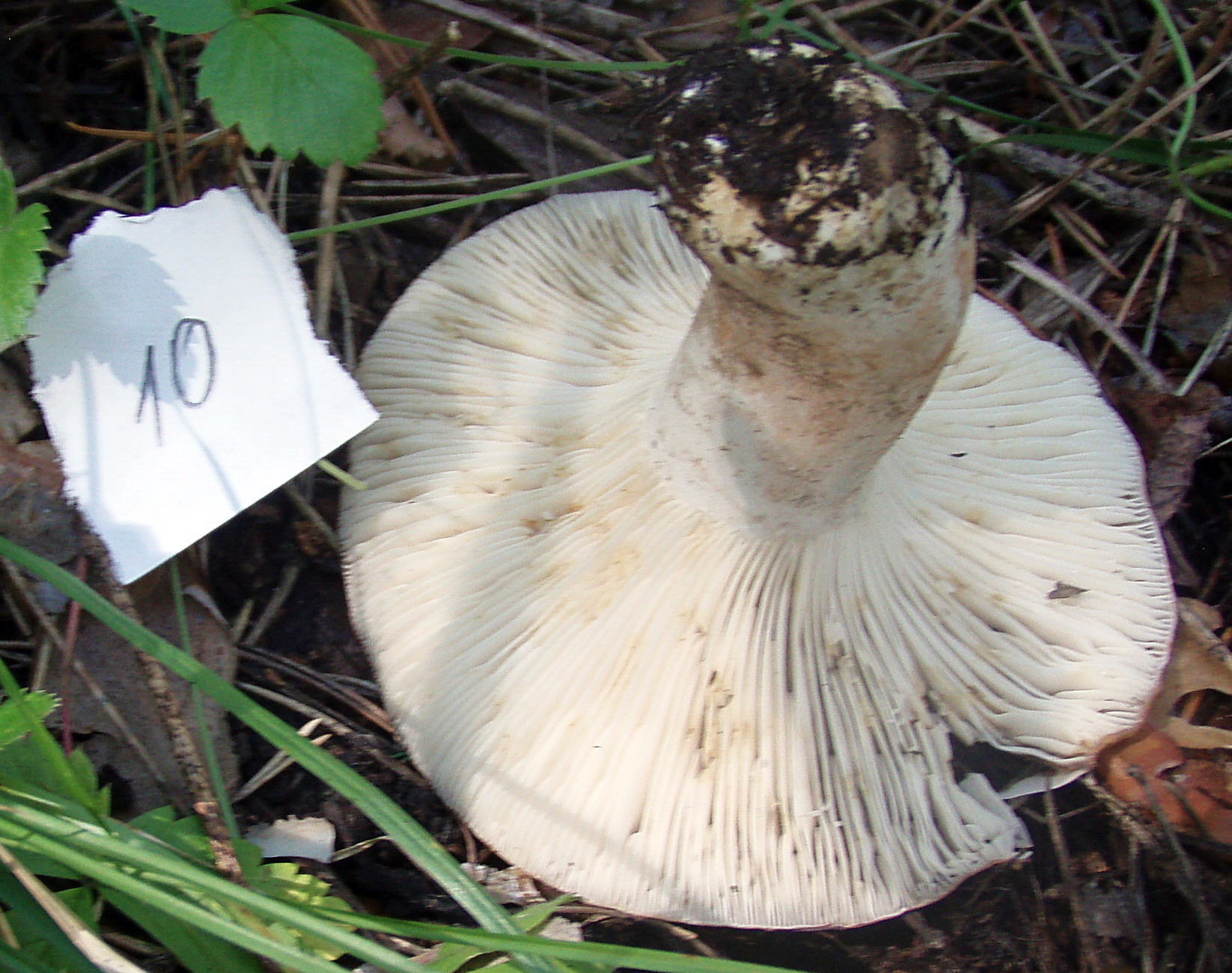

Gołąbek ostroblaszkowy (Russula acrifolia Romagn.) – gatunek grzybów należący do rodziny gołąbkowatych (Russulaceae).

## Systematyka i nazewnictwo
Pozycja w klasyfikacji według Index Fungorum: Russula, Russulaceae, Russulales, Incertae sedis, Agaricomycetes, Agaricomycotina, Basidiomycota, Fungi.
Po raz pierwszy opisał go w 1997 r. Henri Charles Louis Romagnesi. Polską nazwę zarekomendował Władysław Wojewoda w 2003 r.

## Morfologia
Kapelusz
Średnica 5–15 cm, twardy i mięsisty, ale kruchy, początkowo kulisty, potem płasko wypukły, w końcu wklęsły, a nawet w starszym wieku lejkowaty, zawsze z głęboko wgłębionym środkiem. Brzeg najpierw podwinięty, potem prosty i cienki, regularny lub często lekko falisty lub klapowowany u okazów rozłożystych. Powierzchnia brudnobrązowa lub umbrowobrązowa, często z odcieniem czerwonobrązowym, a także trochę oliwkowa, rzadziej szarobrązowa, często z ciemniejszym środkiem i jaśniejszym brzegiem, ale nie białawym. Skórka daje się w postaci pasków oddzielić w przybliżeniu na brzegu na około 1/3 promienia kapelusza, jest lepka, gładka (pod lupą szorstka lub postrzępiona), tłusta, schnie powoli, jednak szybciej na brzegu niż w zagłębieniu.
Blaszki
Dosyć gęste, w liczbie (5)–7–12 na cm w odległości 1 cm od brzegu, niezbyt grube lub dość cienkie, z licznymi blaszeczkami, bardzo często rozwidlone lub rozdzielone przy trzonie, czasami zespolone, o szerokości 5–12 mm, sierpowate, często lekko łukowate, wyraźnie zwężające się i trochę faliste przy przyczepie. Mają barwę bladej kości słoniowej lub mlecznobiałą, potem kremowobiałą, ochrowobiałą, żółtej kości słoniowej, widziane z boku lekko siną, czasami są nakrapiane i brązowiejące na krawędziach.
Trzon
Wysokość 3–6,5 cm, grubość 1,2–3 cm, mocny, cylindryczny, często u nasady nieco maczugowaty, na starość może być mniej lub bardziej zwężony, początkowo pełny, potem miękki i częściowo pusty, z obszernymi komorami. Powierzchnia biała, ale szybko brudząca się, brązowa lub z czarniawymi plamami, które po naciśnięciu mogą zabarwić się na czerwono, często pozostaje biała tylko pod blaszkami. Jest drobno jedwabista, lekko pomarszczona, następnie z drobnymi, ciemniejszymi, siateczkowatymi zmarszczkami lub z wgłębieniami.
Miąższ
Gruby i twardy, pod blaszkami biały, następnie czerwieniejący mniej więcej tak samo jak gołąbek gęstoblaszkowy (Russula densifolia), na koniec szary, okopcony lub czarnobrązowy. Ma słaby zapach, w blaszkach cierpki, a czasem nawet palący smak, w kapeluszu znacznie mniej, a czasem nawet pod koniec zauważalnie słodki. Szybko i energicznie reaguje z gwajakolem, w FeSO4 zmienia barwę na zielonkawą.
Cechy mikroskopowe
Bazydiospory (6,5)–7–9,5–(11,5) × (5,5)-6,5–7,5 µm, odwrotnie jajowate, czasami eliptyczne, brodawkowate, o brodawkach stożkowatych lub półkulistych, niecałkowicie połączonych w siateczkę. Brodawki mają wysokość do 0,5 µm wysokości, są dość liczne, niektóre słabo amyloidalne, wyrostek wnęki około 1 × 1–1,25 µm, lekko zaznaczony, gładki i duży obszar nadwyrostkowy. Podstawki 45–55 × 7–10–(11,5) µm, 4-zarodnikowe. Cystydy wąsko cylindryczne do wrzecionowatych, 57–115 × 5–7,2 µm, zwykle zaopatrzone na górze w jeden lub dwa cylindryczne, lancetowate lub kuliste wyrostki, z wtrąceniami czerniącymi w sulfowanilinie. Skórka zbudowana ze splątanych strzępek wypełnionych brązowym sokiem, wypuszczająca tępe, smukłe, ale czasami ampułkowane włoski o szerokości 3–4,5 µm, przeplatane kilkoma wąskimi dermatocystydami o szerokości 3,5–5 µm. Pod skórką, w miąższu i w subhymenium liczne strzępki mleczne i sferocyty o dość grubych i refrakcyjnych ścianach.

## Występowanie i siedlisko
Russula acrifolia to gatunek holarktyczny, który potrzebuje klimatu umiarkowanego. Gatunek rozprzestrzeniony na Kaukazie, Syberii, w Korei i Japonii, Ameryce Północnej, Afryce Północnej i Europie. Rośnie na żyznych glebach.
Russula acrifolia jest grzybem mykoryzowym żyjącym w symbiozie z różnymi gatunkami drzew. Jego ulubionymi partnerami symbiotycznymi są buk i świerk. Jeśli nie są one dostępne, grzyb może również tworzyć symbiotyczne partnerstwo z modrzewiami, sosnami, brzozami, dębami i lipami.